# کایجو

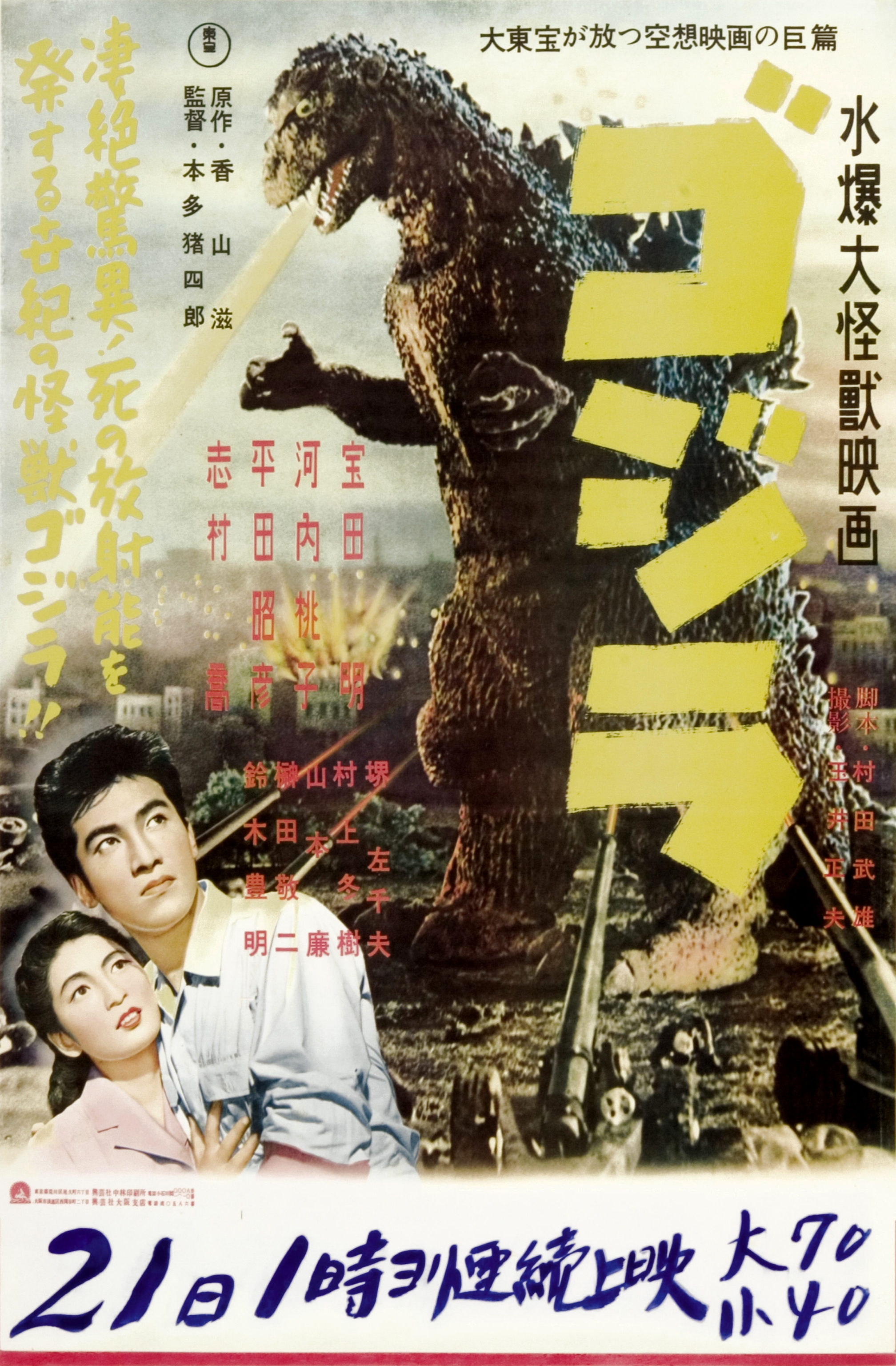
کایجو

ژانر ژاپنی از فیلم‌های هیولاهای غول پیکر است. ژانر کایجو زیرگونه ای از سبک فیلمبرداری توکوساتسو است. گودزیلا کایجو (هیولای غول پیکر) از فیلم گودزیلا در سال ۱۹۵۴، یکی از اولین فیلم‌های ژاپنی است که هیولایی غول پیکر را در خود جای داده‌است. این فیلم معمولاً به عنوان اولین فیلم کایجو شناخته می‌شود. شخصیت‌های کایجو اغلب ماهیتی تا حدودی استعاره دارند. به عنوان مثال گودزیلا، به عنوان استعاره از سلاح‌های هسته ای عمل می‌کند، که ترس از ژاپن پس از جنگ را در پی بمباران اتمی هیروشیما و ناگازاکی منعکس می‌کند. از دیگر نمونه‌های بارز شخصیت‌های کایجو می‌توان به گیدورا شاه اشاره کرد.

## ریشه واژه

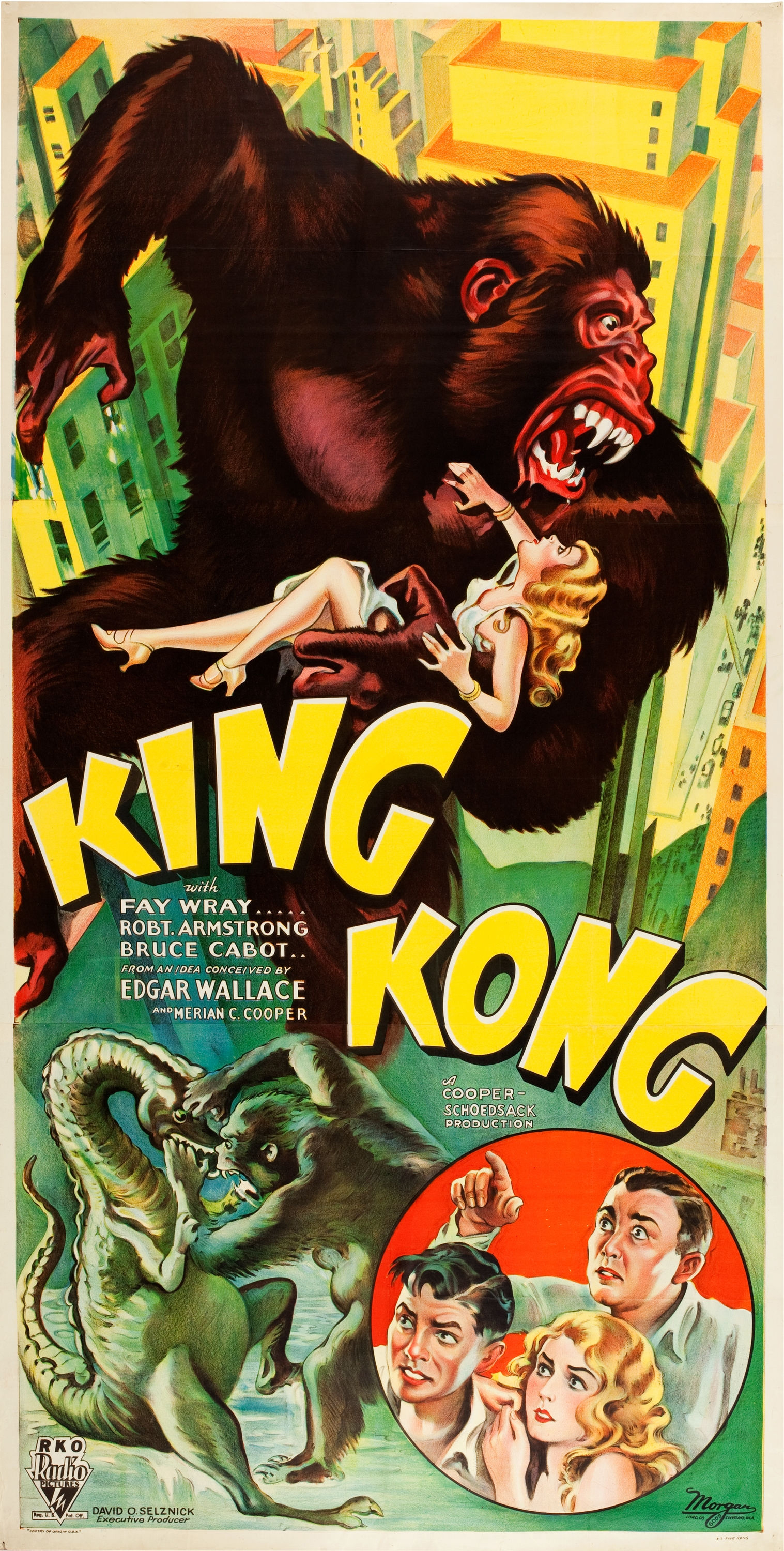
پوستر فیلم سینمایی کینگ کونگ ۱۹۳۳ محصول کشور آمریکا

واژه ژاپنی کایجو در اصل به هیولاها و موجودات در افسانه‌های ژاپنی باستان اشاره دارد این واژه قبلاً در یکی از متون کلاسیک چینی به نام Classic of Mountains and Seas (چینی: 山海经) وجود داشت. پس از پایان ساکوکو و گشودن ژاپن به روابط خارجی در اواسط قرن نوزدهم، اصطلاح kaijū برای بیان مفاهیمی از دیرینه‌شناسی و موجودات افسانه ای از سراسر جهان مورد استفاده قرار گرفت. به عنوان مثال، در سال ۱۹۰۸ گفته شد که سراتوسور منقرض شده در آلاسکا زنده است، و از این به عنوان کایجو یاد می‌شود. با این حال، هیچ تصویر سنتی از موجودات کایجو یا مانند آن در فرهنگ عامه ژاپن وجود ندارد. بلکه بیشتر ریشه‌های کایجو در فیلم یافت می‌شود.